# Hendrick Cornelisz. van Vliet

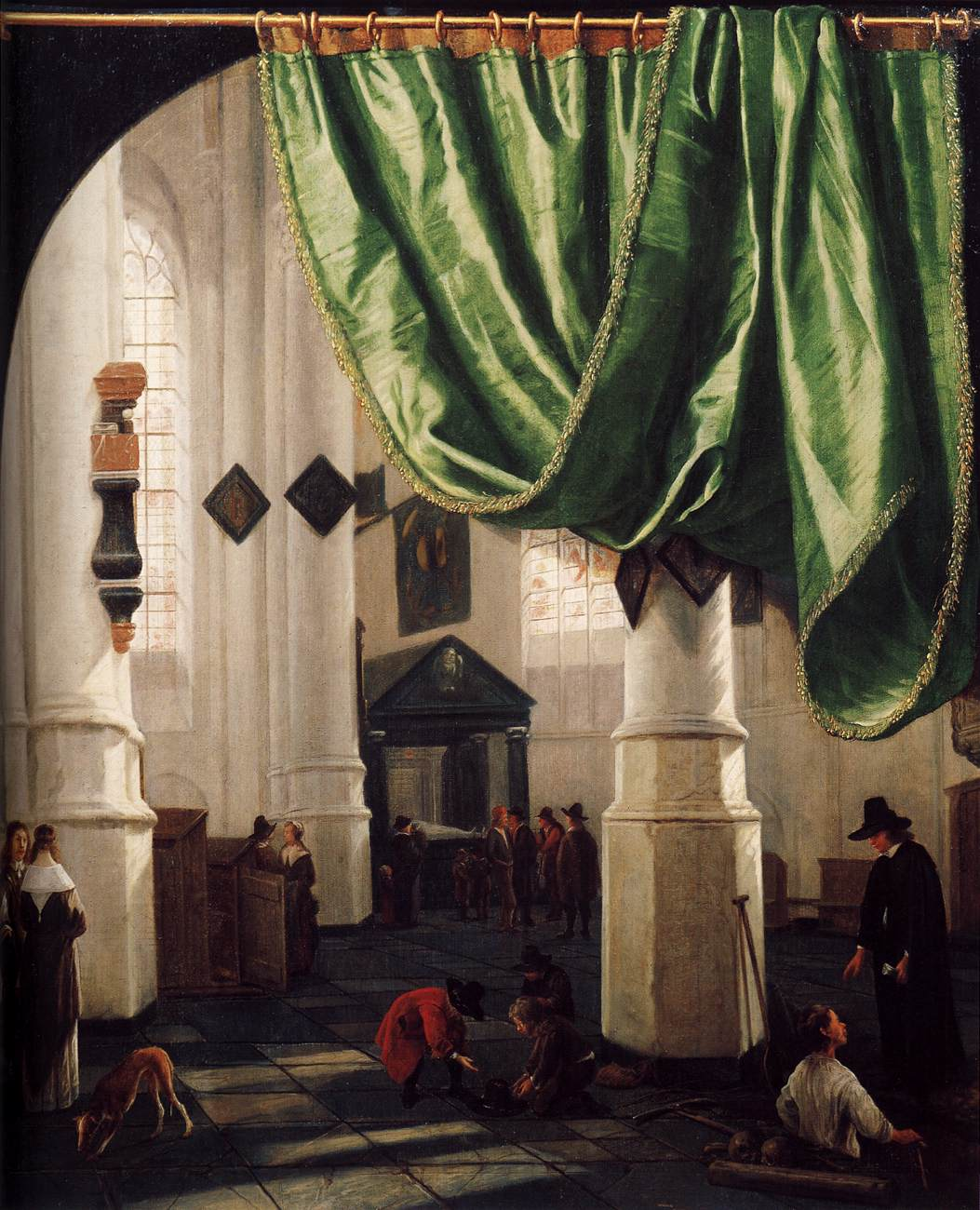
Hendrick Cornelisz. van Vliet: Inneres der Oude Kerk Delft, mit Grab des Piet Hein

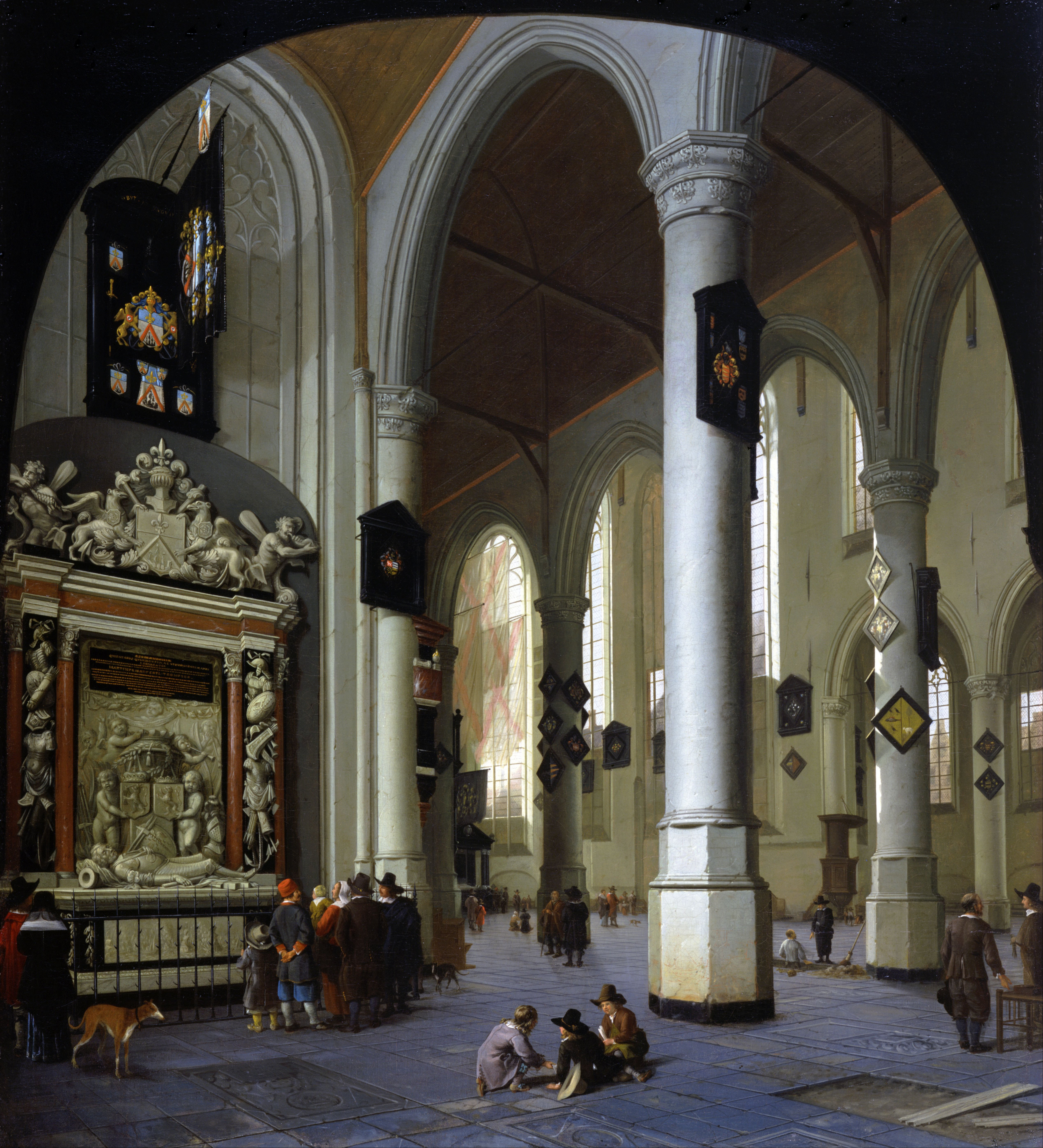
Hendrik Cornelisz. van Vliet: Oude Kerk in Delft mit Grab des Admirals Tromp

Hendrick Cornelisz. van Vliet (geboren 1611/1612 in Delft; begraben am 28. Oktober 1675 ebenda) war ein niederländischer Maler des Goldenen Zeitalters mit den Motiven Landschaft, Kirchen-Interieur und Porträt.

## Leben und Wirken
Sein Geburtsdatum ist unbekannt, er selbst gab im April 1633 sein Alter mit 21 Jahren an. Am 23. April 1639 heiratete er Cornelia Marinus van der Plaet, die nach der Hochzeit von der nahegelegenen Choorstraat zu seinem Wohnort auf der Oude Delft zog, wo van Vliet bis zu seinem Tod wohnte. In diesem Haus lebte zeitweilig auch der Maler Andries Corstiaensz Coninck, der im Alter von 43 Jahren verstarb. Ob dieser einen künstlerischen Einfluss auf van Vliet hatte, ist ungewiss. Cornelia war die Tochter von Marinus van der Plaet und Trijntgen Heijnderix van Tol. Vermutlich war letztere die Schwester des Malers Hendrick Hendricksz van Tol.
Van Vliet war ein Schüler seines Onkels Willem van Vliet und von Michiel van Mierevelt. Er wurde am 22. Juni 1632 in die in der Voldersgracht gelegene Lukasgilde Delft aufgenommen.
Die Innenräume der Oude Kerk und Nieuwe Kerk von Delft sind ab 1650 häufige Motive seiner Bilder. Solche Architekturbilder waren in dieser Zeit äußerst populär, aber nur wenige Künstler wie Pieter Jansz. Saenredam, Emanuel de Witte und Hendrick Cornelisz. van Vliet beherrschten die Wiedergabe lichtdurchfluteter Kircheninnenräume in dieser Perfektion.
Der Großteil seiner Bilder ist unsigniert. Seine Architekturbilder zählen zu den besten holländischen Arbeiten dieser Art und sind u. a.  im Reichsmuseum Amsterdam zu finden (Gezicht in de Oude kerk de Delft, 1654).
Über seine familiäre Situation ist wenig bekannt. Obschon er mit Hingabe protestantische Kirchen malte, war er selbst wahrscheinlich katholisch. Er hatte mehrere Kinder. Eines wurde im Jahre 1641 in der Delfter Oude Kerk beerdigt, im Jahre 1652 möglicherweise ein weiteres. Seine Tochter Catharina trat nach dem Tod van Vliets Frau im Jahre 1681 eine kleine Erbschaft an. Van Vliet selbst starb im Jahre 1675 und wurde in der Oude Kerk in Delft begraben.